# Santa María sobre Minerva (título cardenalicio)
El título cardenalicio de Santa María sobre Minerva fue instituido el 24 de marzo de 1557 por el papa Pablo IV.

## Titulares
- Antonio (Michele) Ghislieri, O.P. (1557-1561)
- Michele Bonelli, O.P. (1566-1589)
- Girolamo Bernieri (o Bernerio), O.P. (1589-1602)
- Francesco Maria Tarugi (1602-1608)
- Filippo Spinelli (1608-1616)
- Ladislao d'Aquino (1616-1621)
- Giulio Roma (1621-1639)
- Giambattista Altieri (1643-1654)
- Giovan Francesco Paolo di Gondi (1655-1679)
- Philip Thomas Howard of Norfolk (1679-1694)
- José Sáenz de Aguirre (1694-1699)
- Louis-Antoine de Noailles (1701-1729)
- Agostino Pipia, O.P. (1729-1730)
- Philip Ludwig von Sinzendorf (1730-1747)
- Daniele Dolfin (1747-1758)
- Giuseppe Pozzobonelli (1758-1770)
- Scipione Borghese (1770-1782)
- Tommaso Maria Ghilini (1783-1787)
- Vincenzo Ranuzzi (1787-1800)
- Giulio Maria della Somaglia (1801-1814)
- Francesco Fontana, B. (1816-1822)
- Francesco Bertazzoli (1823-1828)
- Benedetto Barberini (1829-1832)
- Giuseppe Maria Velzi, O.P. (1832-1836)
- Antonio Francesco Orioli, O.F.M.Conv. (1838-1850)
- Raffaele Fornari (1851-1854)
- Guilherme Henriques de Carvalho (1854-1857)
- Francesco Gaude (1857-1860)
- Gaetano Bedini (1861-1864)
- Matteo Eustachio Gonella (1868-1870)
- John McCloskey (1875-1885)
- Zeferino González y Díaz Tuñón, O.P. (1887-1894)
- Egidio Mauri, O.P. (1895-1896)
- Serafino Cretoni (1896-1909)
- John Murphy Farley (1911-1918)
- Teodoro Valfrè di Bonzo (1919-1922)
- Stanislas-Arthur-Xavier Touchet (1922-1926)
- Giuseppe Gamba (1926-1929)
- Giulio Serafini (1930-1938)
- Eugène Tisserant (1939-1946)
- Clemente Micara (1946); in commendam (1946-1965)
- Antonio Samorè (1967-1974)
- Dino Staffa (1976-1977)
- Anastasio Alberto Ballestrero, O.C.D. (1979-1998)
- Cormac Murphy-O'Connor (21 de febrero de 2001 - 1 de septiembre de 2017)
- António dos Santos Marto (28 de junio de 2018 - actual)